# Orthaea
Orthaea är ett släkte av ljungväxter. Orthaea ingår i familjen ljungväxter.

## Dottertaxa tillOrthaea, i alfabetisk ordning[1]
- Orthaea abbreviata
- Orthaea apophysata
- Orthaea boliviensis
- Orthaea brachysiphon
- Orthaea breviflora
- Orthaea caudata
- Orthaea cavendishioides
- Orthaea constans
- Orthaea cordata
- Orthaea coriacea
- Orthaea crinita
- Orthaea ecuadorensis
- Orthaea ferreyrae
- Orthaea fimbriata
- Orthaea glandulifera
- Orthaea hispida
- Orthaea ignea
- Orthaea madidiensis
- Orthaea merumensis
- Orthaea minor
- Orthaea oedipus
- Orthaea oriens
- Orthaea panamensis
- Orthaea paniculata
- Orthaea paruensis
- Orthaea peregrina
- Orthaea pinnatinervia
- Orthaea rusbyi
- Orthaea secundiflora
- Orthaea stipitata
- Orthaea thibaudioides
- Orthaea weberbaueri
- Orthaea venamensis
- Orthaea wurdackii